# Усичі
У́сичі — село в Україні, у Луцькому районі Волинської області. Входить до складу Торчинської селищної громади. Населення становить 537 осіб.
Стара назва: Усічі. Нова ж назва Усичі була прийнята за радянських часів.

## Населення
Згідно з переписом УРСР 1989 року чисельність наявного населення села становила 544 особи, з яких 242 чоловіки та 302 жінки.
За переписом населення України 2001 року в селі мешкало 535 осіб.

### Мова
Розподіл населення за рідною мовою за даними перепису 2001 року:
| Мова       | Відсоток |
| ---------- | -------- |
| українська | 97,77 %  |
| російська  | 1,86 %   |
| білоруська | 0,19 %   |
| молдовська | 0,19 %   |

## Історія
У другій половині XIX століття село Усичі належало до Луцького повіту Волинської губернії Російської імперії. Згідно з «Słownik Geograficzny Królestwa Polskiego» (1902), у селі було 88 домогосподарств і проживало 554 особи. У населеному пункті функціонували православна церква та млин. Землі села перебували у власності держави (раніше — Кароля Чернєцького), а також родин Перетятковичів, Тишевських і Яворських.
У 1928 році чисельність населення становила 883 особи. Найзаможнішим жителем був землевласник Владислав Шичевський (за іншими даними — Сичевський), якому належало 500 гектарів землі (у 1929 році — 283 га) та вісім наймитів — четверо поляків і четверо українців. У селі діяли православна церква, цвинтар і крамниця.
У другій половині XIX століття внаслідок розподілу маєтків частину землі в Усичах придбала родина Щебетовичів, яка оселилася в селі. За спогадами Ришарда Буяльського, представники цієї родини проживали тут до середини XX століття.
У 1934 році в крамниці, розташованій поблизу садиби Щебетовичів, стався інцидент: мешканець села Влодзімєж (Лодек) Красєвський був поранений ножем місцевим жителем, проте вижив.
У 1940—1941 роках в Усичах діяла українська школа. Навчання у ній проходили діти місцевих родин, зокрема представники родини Щебетовичів.
Село відвідував польський пілот і учасник Варшавського повстання Владислав Висоцький — чемпіон світу з польотів на повітряній кулі 1935 року. Він підтримував зв'язки з місцевими мешканцями та відзначався зацікавленням театральним мистецтвом.

## Пам'ятки археології
На території села відомі такі пам'ятки археології:
- За 0,5 км на північний схід від села і за 0,2 км на південь від хутора Валентинів, на невеликому підвищенні розміром 70×200 м серед заплави лівого берега Серни  — поселення стжижівської культури. У 1937—1938 рр. розкопки на ньому провів Я. Фітцке і виявив землянки, опис яких, як і більшої частини здобутого матеріалу відсутній. Роботи на поселенні продовжив у 1965 р. М. А. Пелещишин. Він розкопав 290 м² площі і дослідив дві напівземлянки з вогнищами та 8 господарських ям. На території цього поселення виявлено два поховання стжижівської культури. Перше з них відкрите в 1936 р. Я. Фітцке. Біля скорченого кістяка знайдено миску і два горщики із шнуровим орнаментом. Друге поховання відкрив у 1965 р. М. А. Пелещишин. Воно знаходилось за 15 м на південний схід від попереднього. На шиї скорченого покійника виявлено підвіску з ікла дикого кабана.
- На південний захід від села, на лівому березі Серни  — поселення культури лінійно-стрічкової кераміки, відкрите розвідкою М. А. Пелещишина у 1965 р.
- За 3,5 км на південь від села  — городище круглої форми ХІ-ХІІІ ст., обведене валом і ровом, поруч із городищем  — селище.
- За 2 км на південний захід від села, в лісовому урочищі Гунисько  — давньоруський могильник, що нараховував в кінці XIX ст. 80 насипів. Одинадцять з них розкопала у 1898 р. К. М. Мельник, а у 1974—1977 рр. 12 курганів дослідив М. М. Кучинко. Багато насипів зруйнували скарбошукачі. Біля випростаних кістяків знайдено залізні сокири, ножі, цвяхи, шпори, срібні і бронзові персні, скроневі кільця та гончарний посуд XI—XIII ст.
- За 1 км на північний захід від села і за 0,5 км від хутора Валентинів, який об'єднаний із селом Усичі, на ділянці лівого берега Серни висотою 2-3 м над рівнем заплави  — двошарове поселення тщинецько-комарівської культури і давньоруського періоду ХІІ-ХІІІ ст. площею до 1 га.
- За 0,7 км на північний захід від села і за 0,3 км на південний захід від колишнього хутора Валентинів, на видовженому мисі першої надзаплавної тераси лівого берега Серни висотою до 2 м над рівнем заплави  — поселення тщинецько-комарівської культури площею до 1 га.
- В західній частині села, поблизу сільської церкви, на лагідному схилі першої надзаплавної тераси правого берега Серни висотою 3-4 м над рівнем заплави  — селище давньоруського періоду ХІ-ХІІІ ст. площею до 1,5 га.
- За 0,3 км на північний захід від села, на північ від церкви, на лагідному схилі першої надзаплавної тераси лівого берега Серни висотою до 2 м над рівнем заплави  — селище давньоруського періоду ХІ-ХІІІ ст. площею близько 1 га.
- На північно-східній околиці села, поруч з греблею ставу, на мисі першої надзаплавної тераси правого берега Серни висотою 8-10 м над рівнем заплави  — двошарове поселення тщинецько-комарівської культури і давньоруського періоду ХІ-ХІІІ ст. площею до 2 га.
- За 0,3 км на північний схід від села і в цьому ж напрямку від церкви, в місці впадіння в Серни її лівостороннього допливу  — безіменного струмка, на лівому березі річки висотою 2-3 м над рівнем заплави — селище давньоруського періоду XI—XIII ст. площею до 1 га.
- За 1 км на північний схід від села і на схід від хутора Валентинів, на мисі першої надзаплавної тераси лівого берега Серни висотою 6-7 м над рівнем заплави  — двошарове поселення тщинецько-комарівської культури і давньоруського періоду ХІ-ХІІІ ст. площею до 2 га.
- За 1,5 км на північний схід від села та за 0, 5 км на схід від хутора Валентинів, на південному схилі мису першої надзаплавної тераси лівого берега Серни висотою 6-8 м над рівнем заплави  — багатошарове поселення культур лінійно-стрічкової кераміки, тщинецько-комарівської, вельбарської і лежницької групи ранньозалізного часу.
- На північно-західній околиці села, за 0,1 км на південь від церкви, ліворуч шосейної дороги сполученням Луцьк-Володимир, на схилі лівого берега безіменного струмка (правосторонній доплив Серни) висотою 4-6 м над рівнем заплави  — поселення періоду XII—XIV ст. площею до 1 га.
- На північно-західній околиці села, на південь від шосейної дороги сполученням Луцьк-Володимир, за 0,2 км на південний захід від церкви, на схилі лівого берега безіменного струмка висотою 6-8 м над рівнем заплави  — поселення періоду XII—XIII ст. площею до 1 га.
- В північно-західній частині села, за 0,5 на південний захід від церкви, на мисоподібному виступі лівого берега безіменного струмка висотою до 8 м над рівнем заплави  — двошарове поселення тщинецько-комарівської культури і давньоруського періоду ХІІ-ХІІІ ст. площею близько 1 га.

## Природа
На північ від села розташований загальнозоологічний заказник «Шепель».

## Пам'ятки архітектури

Церква св. Стефана, 1795

- Церква св. Стефана, 1795

## Люди що пов'язані з селом Усичі
- Петкевич Людомир Антонович
- Перетяткович Мар'ян
- в Усичах похований Чучалін Юрій Андрійович — капітан Збройних сил України, учасник російсько-української війни 2014—2015.